# Diarsia florida
Diarsia florida (tên tiếng Anh: Fen Square-spot) là một loài bướm đêm thuộc họ Noctuidae. Nó được tìm thấy ở miền tây châu Âu, Đan Mạch, miền nam Na Uy và miền nam Thuỵ Điển, phía đông to România và Xibia. Subspecies perturbata được tìm thấy ở tây nam Thổ Nhĩ Kỳ.
Sải cánh dài khoảng 34 mm. Con trưởng thành bay từ tháng 6 đến tháng 7. Có một lứa một năm.
Ấu trùng ăn các loài Athyrium, Betula, Calluna, Caltha, Lamium, Primula, Rubus, Rumex, Scrophularia, Struthiopteryx, Vaccinium và Urtica.

## Phụ loài
- Diarsia florida florida
- Diarsia florida perturbata (tây nam Thổ Nhĩ Kỳ)